# Lauxania cyanea
Lauxania cyanea är en tvåvingeart som beskrevs av Fabricius 1805. Lauxania cyanea ingår i släktet Lauxania och familjen lövflugor. Inga underarter finns listade i Catalogue of Life.